# لورين بيك
لورين بيك (بالإنجليزية: Lauren Beck)‏ هي منتجة أفلام أمريكية، ولدت في 1976.

## وصلات خارجية
- لورين بيك على موقع IMDb (الإنجليزية)